# Max Ebong
Max Ebong (en bielorruso: Макс Эбонг; Vitebsk, 26 de agosto de 1999) es un futbolista bielorruso que juega en la demarcación de centrocampista para el F. C. Astana de la Liga Premier de Kazajistán.

## Selección nacional
Tras jugar con la selección de fútbol sub-21 de Bielorrusia, finalmente hizo su debut con la selección absoluta el 9 de septiembre de 2019 en un partido amistoso contra Gales que finalizó con un resultado de 1-0 a favor del combinado galés tras el gol de Daniel James.

## Clubes
| Club                      | País        | Año       | Partidos | Goles |
| ------------------------- | ----------- | --------- | -------- | ----- |
| F. C. Shakhtyor Soligorsk | Bielorrusia | 2018-2019 | 49       | 5     |
| F. C. Astana              | Kazajistán  | 2020-     | 163      | 8     |

## Palmarés

### Campeonatos nacionales
| Título                        | Club                      | País        | Año  |
| ----------------------------- | ------------------------- | ----------- | ---- |
| Copa de Bielorrusia           | F. C. Shakhtyor Soligorsk | Bielorrusia | 2019 |
| Supercopa de Kazajistán       | F. C. Astana              | Kazajistán  | 2020 |
| Liga Premier de Kazajistán    | F. C. Astana              | Kazajistán  | 2022 |
| Supercopa de Kazajistán       | F. C. Astana              | Kazajistán  | 2023 |
| Copa de la Liga de Kazajistán | F. C. Astana              | Kazajistán  | 2024 |